# José Luiz Soares Palmeira
José Luiz Soares Palmeira, mais conhecido como Padre Palmeira (25 de junho de 1906, Rio de Janeiro — 29 de dezembro de 1988, Salvador) foi um religioso e político brasileiro, fundador do primeiro ginásio de Vitória da Conquista e deputado estadual da Bahia.

## Biografia
Padre Palmeira nasceu no Rio de Janeiro em junho de 1906, filho de Miguel Soares Palmeira e de Tereza Soares Palmeira. Seu pai provinha de uma família tradicional alagoana, tendo o título de "Barão de Curiripe"; sua mãe descendia de tradicional família francesa radicada na Áustria. Iniciou seus estudos na Escola Rural da Fazenda Engenho Prata, em São Miguel dos Campos (AL). Posteriormente estudou no Seminário de Nossa Senhora da Assunção, em Maceió, ordenando-se sacerdote em 1932, em Caetité (BA).
Nesta cidade, travou relações com o jurista Hermes Lima e com o educador Anísio Teixeira.
Tendo se mudado para Vitória da Conquista, fundou ali em 1939 o primeiro ginásio da cidade, o "Ginásio de Conquista", popularmente conhecido por Ginásio do Padre. Além da função de diretor, também ministrava aulas de português e latim. Em 1944 funda o jornal "A Conquista", do qual participa como editor.

### Atividade política
Padre Palmeira participou da fundação da União Democrática Nacional em Vitória da Conquista. Nesta mesma cidade foi eleito vereador em 1950 e 1954; deputado estadual pelo Partido Social Trabalhista (PST, partido do qual era presidente) entre 1959 e 1963; Secretário da Educação do Estado, entre 1963 e 1967, no governo de Lomanto Júnior. Com o Golpe de  1964, seus direitos políticos foram cassados, tendo recebido anistia somente no governo do general João Batista Figueiredo. 
Além do Padre Palmeira, outros membros da família também eram ativos na política: seu irmão Rui Soares Palmeira foi senador da República por duas legislaturas (de 1954 a 1962); Guilherme Palmeira, filho de Ruy, foi governador de Alagoas no período de 1979 a 1982 e senador da República por dois mandatos; Vladimir Palmeira, outro filho de Ruy, foi deputado federal constituinte eleito em 1986 e reeleito em 1990.

### Atividade sacerdotal
Durante o período em que se viu afastado da política, atuou como sacerdote em Salvador nas paróquias da Vitória, São Pedro e Organização Fraternal São José. Faleceu em Salvador, em 29 de dezembro de 1988.